# 2002 год в науке
В 2002 году были различные научные и технологические события, некоторые из которых представлены ниже.

## События
- 10 января — в начале года взорвалась переменная звезда V838 Единорога (V838 Mon), находящаяся на расстоянии около 6 кпк от Солнца.

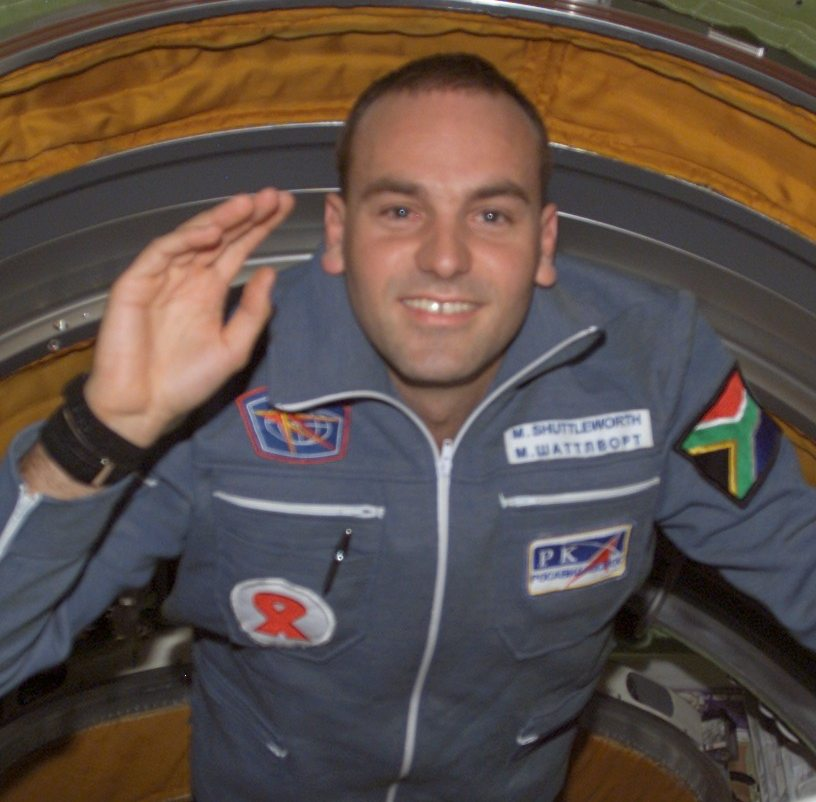
Марк Ричард Шаттлворт на борту МКС

- 8 апреля — первый астронавт семикратно полетевший в космос, Джерри Росс, «Атлантис» STS-110.
- 25 апреля — первый космонавт из Южной Африки — Марк Шаттлуорт, «Союз ТМ-34».
- 26 мая — полутеневое лунное затмение в экваториальной зоне Земли (фаза −0,29)[1].
- 10 июня — кольцеобразное солнечное затмение (максимальная фаза 0,9962)[2].
- 24 июня — полутеневое лунное затмение в Южном полушарии (фаза −0,80)[1].
- 30 октября — первый полёт новой модификации «Союза» — «Союз ТМА-1», Сергей Залётин, Юрий Лончаков, Франк Де Винне.
- 11 ноября — президент России В. Путин объявил об учреждении премии «Глобальная энергия».
- 20 ноября — полутеневое лунное затмение в Южном полушарии (фаза −0,23)[1].
- 4 декабря — полное солнечное затмение (максимальная фаза 1,0244)[3].

## Открытия
- Desulforudis audaxviator. В пробах воды в золотодобывающей шахте Мпоненг (Mponeng) в Южной Африке недалеко от Йоханнесбурга на глубине 2,8 км обнаружен уникальный вид экстремофильных анаэробных бактерий, живущих на глубинах от 1,5 км до 3 км ниже поверхности земли в грунтовых водах, способных существовать обособленно от каких-либо других живых организмов[4].

## Новые виды животных
- Животные, описанные в 2002 году

## Награды
- Нобелевская премия
  - Физика — Девис-младший Реймонд, Косиба Масатоси, «За первый весомый вклад в астрофизику, в части обнаружения космических нейтрино».
  - Химия — Джон Фенн, Коити Танака, «За разработку методов идентификации и структурного анализа биологических макромолекул, и, в частности, за разработку методов масс-спектрометрического анализа биологических макромолекул». Курт Вютрих, «За разработку применения ЯМР-спектроскопии для определения трёхмерной структуры биологических макромолекул в растворе».
  - Физиология или медицина — Бреннер Сидней, Роберт Хорвиц, Салстон Джон Э., «За открытия в области генетического регулирования развития органов и механизмов апоптоза».
- Большая золотая медаль имени М. В. Ломоносова
  - Ольга Александровна Ладыженская — за выдающиеся достижения в области теории дифференциальных уравнений в частных производных и математической физике.
  - Леннарт Аксель Эдвард Карлесон — за выдающиеся результаты в области математического анализа.

- Премия Бальцана
  - История гуманитарных наук — Энтони Графтон (США).
  - Социология — Доминик Шнаппер (Франция).
  - Биология развития — Вальтер Геринг (Швейцария).
  - Геология — Ксавье Ле Пишон (Франция).

- Информатика
  - Премия Тьюринга
    - Рональд Л. Ривест, Шамир, Ади и Леонард М. Адлеман «за уникальный вклад по увеличению практической пользы систем шифрования с открытым ключом».

  - Премия Кнута
    - Христос Пападимитриу.

- Филдсовская премия
  - Лоран Лаффорг (Франция).
  - Владимир Александрович Воеводский (Россия, США).

- 15 ноября 2002 — формально основана премия Шао.

- Международная премия по биологии
  - Масатоси Нэи — эволюционная биология.

## Скончались
- 22 февраля —  Раймонд Фёрс, британский антрополог и этнолог.
- 10 апреля — Юдзи Хякутакэ, японский астроном-любитель, ставший известным благодаря открытию кометы Хякутакэ (C/1996 B2) 30 января 1996 года.